# Bernard Lewis (chimiste)
Pour les articles homonymes, voir Bernard Lewis et Lewis.
Bernard Lewis est un chimiste américain d'origine britannique. Il est une figure majeure de la combustion et l'un des fondateurs de l'Institut de la combustion.

## Biographie
Né en 1889 à Londres, sa famille émigre aux États-Unis dans son enfance.
Il obtint sa licence de génie chimique au Massachusetts Institute of Technology en 1923, le master à l'université Harvard en 1924 et décroche son doctorat à l'université de Cambridge en 1926.
De 1926 à 1928, il est chargé de recherches à l'université du Minnesota.
De 1928 à 1929, il est chercheur à l'université de Berlin où il travaille avec Guenther von Elbe avec lequel il collabore durant plusieurs décennies.
Il entre en 1929 à l'U.S. Bureau of Mines (en) à Pittsburgh dont il devient le chef de la division Explosives and Physical Sciences en 1946.
Durant la Seconde Guerre mondiale, il sert dans le corps de l'ordonnance de l'United States Army comme directeur de la recherche sur les poudres et explosifs.
Il crée en 1953 la société Combustion and Explosives Research, Inc. qu'il préside jusqu'en 1986.
Il meurt le 23 mai 1993 à Pittsburgh.

## Distinctions
- Legion of Merit en 1946.
- L'Institut de la combustion a créé la médaille d'or Bernard Lewis dont il est le premier récipiendaire en 1958[2]. En 1996, l'institut crée le Bernard Lewis fellowship destiné aux jeunes scientifiques[3].

## Ouvrages
- (en) Bernard Lewis et Guenther von Elbe, Combustion, Flames and Explosions of Gases, Academic Press, 1987 (ISBN 978-0-12-395888-4).